# Marco Pantani

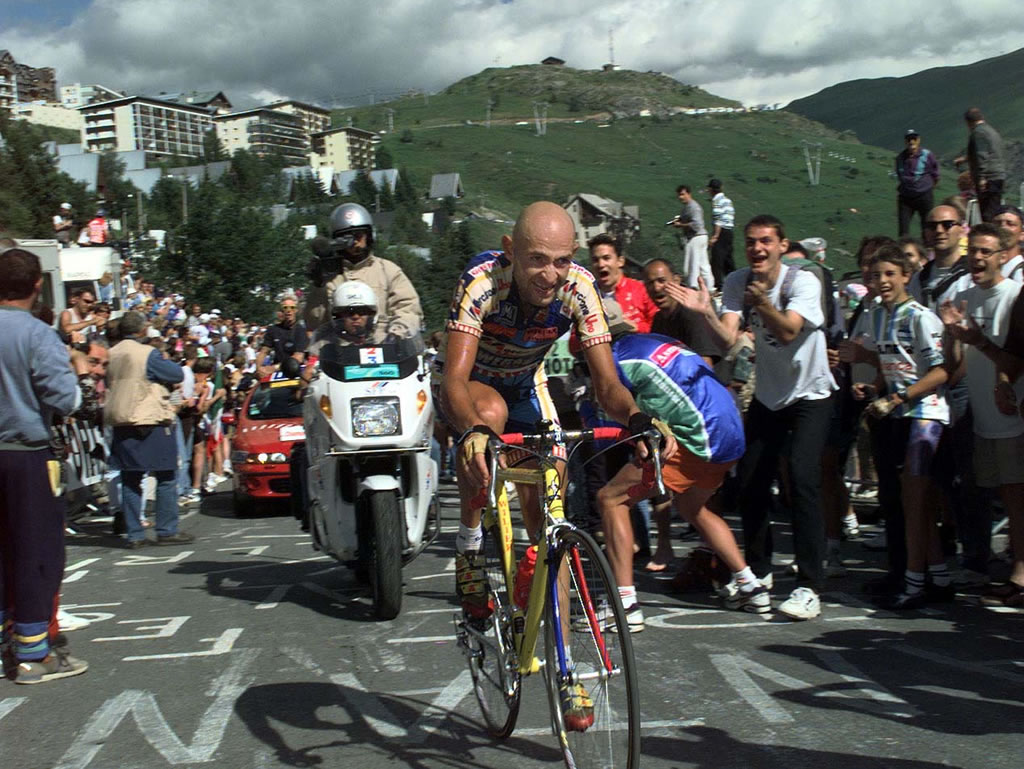
Marco Pantani

Marco Pantani (Cesena, 13 de janeiro de 1970 – Rimini, 14 de fevereiro de 2004) foi um  ciclista profissional italiano, reconhecido mundialmente como um dos melhores escaladores da história do ciclismo.
O ponto alto de sua carreira foi o ano de 1998, quando venceu o Giro da Itália e o Volta da França, as duas competições mais importantes do esporte. A bandana que ele costumava utilizar o seu estilo de ataques individuais tornaram-no mais conhecido como 'Il Pirata' (O Pirata) pela torcida e pela imprensa italiana. Entretanto, em 1999, sua carreira começou a decair, em virtude de um suposto envolvimento com drogas ("doping"). Nesse ano, foi reprovado em um exame de sangue realizado durante o Giro.

## Surgimento
Com 1,72 m e apenas 57 kg, Pantani tinha um físico clássico de escalador e provou o seu potencial no seu primeiro Tour e Giro, em 1994, quando foi terceiro colocado e no ano seguinte ganhou a mítica etapa com chegada no cume de Alpe d'Huez. Quando tudo indicava que teria uma carreira meteórica, Pantani sofreu um grave acidente durante uma competição na Itália. Sua perna esquerda sofreu graves lesões e a continuidade de sua carreira como atleta de competição foi questionada.

## Retorno
Devido à sua grande força de vontade, Pantani conseguiu recuperar-se e voltou a competir no ano de 1997, mas sofreu uma nova queda quando um gato cruzou diante de sua bicicleta durante o Giro da Itália. No entanto, conseguiu reabilitar-se a tempo de participar do Tour de France do mesmo ano, tendo participado da disputa pela camisa amarela (distinção reservada ao líder da competição). Em virtude de sua compleição, Pantani era praticamente inigualável nas altas montanhas dos Alpes e dos Pirenéus, mas o portentoso e forte rival Jan Ullrich mostrou toda sua capacidade e minimizou o tempo perdido na montanha durante um combate titânico com Pantani. Ullrich recuperou o escasso tempo perdido e estabeleceu vantagem sobre Pantani nas provas contra o relógio (individuais), nas quais o seu físico lhe favorecia. Ao final, vestiu a camisa amarela e venceu a competição. Mais uma vez, Pantani foi o terceiro colocado.
Ficou claro que a vantagem natural que Pantani tinha nas montanhas era compensada por sua performance limitada nas disputas contra o relógio. Se os corredores de físico avantajado, como Ullrich, conseguissem limitar as diferenças nas etapas de montanhas, poderiam recuperar o tempo perdido nas etapas individuais.

## Grandes triunfos
Entretanto, no Tour do ano seguinte (1998), Pantani finalmente conseguiu quebrar a aura de invencibilidade de Ullrich, abrindo uma vantagem de cerca de 8 minutos e 57 segundos em uma fantástica etapa de montanha. Ullrich ainda mostrou seu caráter, atacando na etapa seguinte, mas o estrago já estava feito e Pantani se tornou o primeiro italiano desde Felice Gimondi (1965) a vencer o Tour. A sua vitória é ainda mais espetacular porque nas últimas décadas o Tour tem sido dominado pelos corredores especialistas em etapas individuais contra o relógio, como Miguel Induráin, Jan Ullrich, Bjarne Riis e, mais recentemente, Lance Armstrong. Desde os tempos de Lucien van Impe que um escalador "puro-sangue" não vencia a competição.
Marco Pantani também mostrou suas performances espetaculares no Giro da Itália, onde o grande número de etapas montanhosas favoreceram o seu estilo. Desafiado por outros competentes contra-relogistas, como Alex Zuelle e Pavel Tonkov, Pantani atacou repetidamente nas etapas montanhosas e foi capaz de obter uma vantagem tal que compensou a sua deficiência nas etapas contra o relógio, resultando em uma vitória na classificação geral do Giro de 1998, além da conquista de várias etapas.

## Declínio e morte

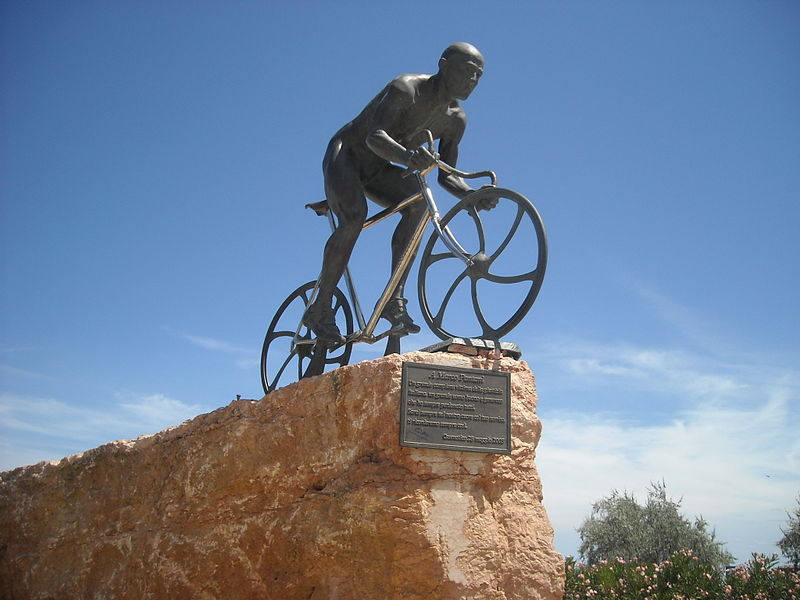
Estátua de Marco Pantani numa bicicleta de corrida, em Cesenatico.

As boas notícias acabaram quando, no Giro de 1999 – o qual tudo levava a crer que também seria vencido por Pantani -, ele foi expulso da competição porque um exame de sangue revelou uma alta taxa de glóbulos vermelhos no seu sangue, um indicativo (não taxativo) de que provavelmente utilizou a substância proibida EPO. Fora das corridas durante todo o ano, tornou a participar do Tour no ano 2000. Embora longe de mostrar a performance espetacular que o caracterizou, Pantani ainda teve um duelo incrível com Lance Armstrong, pedalada a pedalada, na subida do assustador Mont Ventoux, quando deixaram para trás todos os demais competidores. Ao final da etapa, Armstrong permitiu a vitória de Pantani, o que o deixou ressentido. Foi a última vitória importante do "Pirata".
Apesar de todas as acusações de uso de drogas dopantes, Pantani continuou extremamente popular entre seus fãs, já que muitos eram nostálgicos do período em que os escaladores explosivos, que atacavam e venciam as etapas de montanha, dominavam a cena esportiva do ciclismo.
Em junho de 2003, Pantani internou-se em uma clínica especializada no norte da Itália, sofrendo de depressão, e as esperanças de vê-lo novamente nas grandes competições esvaneceram-se.
Em 14 de fevereiro de 2004, morreu subitamente em um hotel de Rimini, no litoral adriático. A autópsia revelou que ele morreu em virtude de uma parada cardíaca provocada por overdose de cocaína.
O também famoso ciclista italiano Mario Cipollini, ao saber da morte do colega Pantani, declarou: "Estou transtornado. É uma tragédia de enormes proporções para todos que estamos envolvidos com o ciclismo. Não tenho palavras para expressar-me."

## Histórico esportivo
- 1994
  - 2° lugar geral no Giro da Itália (com duas vitórias de etapa)
  - 3° lugar geral no Tour da França
- 1995
  - 2 vitórias de etapa no Tour da França
  - 3° lugar no Campeonato Mundial de Ciclismo.
- 1997
  - 3° lugar geral no Tour da França (com duas vitórias de etapa)
- 1998
  - 1° lugar geral no Giro da Itália (com 2 vitórias de etapa)
  - 1° lugar geral no Tour da França (com duas vitórias de etapa)
- 1999
  - 4 vitórias de etapa no Giro da Itália (desclassificado durante a competição em virtude de resultado positivo no exame antidóping)
- 2000
  - 2 vitórias de etapa no Tour da França